# La grande città (film 1963)
La grande città (Mahanagar) è un film del 1963 diretto da Satyajit Ray. Ha vinto l'Orso d'argento per la miglior regia al Festival internazionale del cinema di Berlino del 1964.

## Trama
A Calcutta, Subrata, con il suo stipendio da bancario, fatica a mantenere dignitosamente la famiglia, composta dai genitori, la sorella, la moglie Arati ed il figlio Pintu. Arati inizia quindi a lavorare come rappresentante di una ditta di macchine per cucire, suscitando il disappunto di Pintu, a cui la madre manca, e dei genitori di Subrata, che, in ottemperanza alla tradizione, intendono il ruolo della donna esclusivamente all'interno delle mura domestiche. È per evitare questa discordia famigliare che Arati si presenta un giorno al proprio datore di lavoro, Himangshu, che le aveva appena proposto un aumento, con una lettera di dimissioni. Nel contempo però la banca di Subrata fallisce e l'uomo rimane senza lavoro: Arati quindi non si dimette.
Subrata si sente frustrato dalla situazione, ancor più quando ode la moglie parlare ad un conoscente, più per salvaguardare il cosiddetto onore non suo proprio, ma del marito, dei fantomatici guadagni di Subrata. Il suocero di Arati, l'insegnante in pensione Priyogopal, che non ha mai accettato denaro dalla nuora, preferendo chiederne agli ex-allievi, che magari non vedeva da decenni, ha un malore e, nell'occasione, si riappacifica con Arati. Subrata, nel quale è nato anche un sentimento di gelosa irrequietudine nei confronti della moglie, incontra Himangshu: i due scoprono di provenire entrambi dal distretto di Pabna, e, con la complicità dei compaesani, Himagshu vuole darsi da fare per trovare un nuovo lavoro a Subrata, e gli dà appuntamento nel suo ufficio.
Arati intanto scopre che la sua collega Edith è stata licenziata senza motivo, per un mero pregiudizio che Himangshu nutre nei confronti degli anglo-indiani, come Edith. Himangshu, pressato da Arati, non vuole tuttavia ritrattare, per cui la donna gli presenta le proprie dimissioni. All'uscita dall'ufficio del capo Arati incontra il marito e gli confessa, in apprensione, l'accaduto. Subrata sostiene la moglie nel suo opporsi all'ingiustizia, e i due, ora senza introiti, si allontanano nella speranza che la grande città possa offrire loro ancora qualcosa per il futuro.